# Insulină aspart
Insulina aspart (cu denumirea comercială NovoRapid) este o insulină umană cu acțiune rapidă, fiind utilizată în tratamentul diabetului zaharat. Căile de administrare disponibile sunt intravenoasă și subcutanată.
Se află pe lista medicamentelor esențiale ale Organizației Mondiale a Sănătății.

## Utilizări medicale
Insulina aspart este utilizată în tratamentul diabetului zaharat de tip 1 sau a de tip 2 (non-insulino-dependent), în tratament de lungă durată. Această insulină prezintă o acțiune rapidă.

## Reacții adverse
Toate insulinele și analogii de insulină injectabilă pot produce hipoglicemie și reacții la locul injectării (durere, edeme, lipodistrofie).